# Туманов, Язон Константинович
Князь Язон Константинович Туманов (Туманишвили) (2 октября 1883 — 22 октября 1955, Асунсьон) — офицер Русского императорского флота, участник Цусимского похода и сражения, председатель Парагвайской группы РОВС.
Из грузинской княжеской семьи.

## Биография
В 1904 году окончил Морской кадетский корпус и в чине мичмана был направлен на Вторую тихоокеанскую эскадру, в состав экипажа эскадренного броненосца «Орёл». В походе эскадры (с октября 1904 года) — вахтенный офицер, командир левой средней противоминной батареи. В морском бою 14 (27) мая 1905 года во время артобстрела броненосца был ранен в спину (28 мелких осколков) и руку (2 осколка).

Из офицеров первым принесли на носилках мичмана Туманова, который командовал левой 75-миллиметровой батареей. Его ранило осколком в спину. Он торопливо сообщил: — Орудие номер шесть вышло из строя. Двое при нем убиты. Командование батареей я передал мичману Сакеллари. Он тоже ранен, но остался в строю. — А как вообще наши дела? — спросил старший врач. Мичман Туманов махнул рукой и застонал.— А. С. Новиков-Прибой. Цусима

Около 3 час. дня, снарядом, попавшим и разорвавшимся у орудия № 6, была выведена из строя двумя убитыми и двумя тяжело ранеными вся прислуга этого орудия и само орудие. Осколками этого же снаряда тяжело ранило в спину меня и легко в ногу командира правой 75 мм батареи мичмана Сакеллари. Я был унесен в операционный пункт, а в командование моей батареей вступил, оставшийся в строю, мичман Сакеллари. Следствием полученных мною ран была полная невозможность двигаться, а в первое время даже говорить, поэтому я был оставлен в операционном пункте, где пролежал весь день 14 мая, ночь на 15 и лишь 15 утром, после всех уже событий, окончившихся сдачей отряда адмирала Небогатова, был перенесен из операционного пункта в уцелевший левый лазарет, где пролежал до 17 мая, то есть до дня привода нас в Майдзуру.— Показания мичмана кн. Я. Туманова
С 17 (30) мая 1905 года находился в японском плену; в 1906 году вернулся в Россию. Решением военно-морского суда на основании ст.354 военно-морского устава офицеры броненосца «Орёл» признаны невиновными в сдаче корабля.
Служил вахтенным начальником на крейсере «Память Азова», с февраля 1907 года — штурманским офицером эсминца «Уссуриец». Во время летних кампаний 1907—1908 годов командовал охранным катером № 2 Петергофской морской охраны, несшим службу в районе императорской резиденции. 27 апреля 1908 года списан с Минной дивизии в распоряжение штаба Кронштадтского порта.
В 1910 году переведён на Каспийскую флотилию ревизором канонерской лодки «Карс». В 1911—1913 годах — в заграничном походе в Средиземном море на борту канонерской лодки «Хивинец».
В 1913 году поступил в Николаевскую морскую академию. С началом войны в чине старшего лейтенанта (6.12.1914) направлен на Черноморский флот, служил на эсминце «Капитан-лейтенант Баранов», затем командовал эсминцем «Живучий». В 1916 году — капитан 2-го ранга, флаг-офицер по оперативной части штаба командующего Черноморским флотом; в 1917 году — командир вспомогательного крейсера «Император Траян».
Во время гражданской войны командовал Охранной флотилией Армянской республики на озере Гокча, в 1918 — Волжско-Каспийской флотилией Астраханского краевого правительства. С января 1919 года — флаг-капитан дивизиона Речных сил Юга России, затем штаб-офицер для поручений начальника штаба управления Черноморским флотом. С июня 1919 года — начальник отдела морской контрразведки портов Чёрного моря (в Морском управлении ВСЮР), занимался борьбой с большевистским подпольем на флоте.
28 марта 1920 произведён в капитаны 1-го ранга. Назначен комендантом транспорта «Россия», на котором прибыл в Константинополь. Позднее эмигрировал в Югославию, в 1924 году переехал в Уругвай, в 1925 году — в Парагвай. Работал морским техником, преподавал морским кадетам.
Участвовал в Чакской войне в звании капитана парагвайской службы, был произведён в майоры, в конце 1928 года — советник командующего речными силами, действовавшими на севере Парагвая; на фронте оказывал консультативную помощь.

Из русских моряков наиболее известным участником войны является капитан 1-го ранга князь Язон Константинович Туманов.— Н. А. Кузнецов
В 1932 году произведён в капитаны 2-го ранга парагвайского флота и назначен начальником отдела личного состава флота. После войны продолжил службу на флоте советником морской префектуры (с 1935 года).
В 1939—1954 годы был уполномоченным Главы Российского Императорского дома (Владимира Кирилловича). Член Исторической комиссии Общества бывших русских морских офицеров в Америке, председатель Парагвайской группы РОВС, почётный вице-председатель «Очага русской культуры и искусств». Участвовал в строительстве православного храма в Асунсьоне, учредил русскую библиотеку. Жил в Асунсьоне (1949).
Скончался в Асунсьоне от рака горла.

### Семья
Отец —  князь Константин Георгиевич Туманов.
Брат — Владимир (1889 — 15.9.1920); выпускник Морского корпуса (1909), лейтенант Черноморского флота. Служил в ВСЮР и Русской Армии (с 28 марта 1920 — старший лейтенант); летом 1920 — командир дивизиона тральщиков, капитан 2-го ранга. Убит большевиками в Таганрогском заливе.

## Сочинения
- Туманов Я. Как русский морской офицер помогал Парагваю воевать с Боливией // Морские записки. — Нью-Йорк, 1953. — Т. 11, № 3.
- Туманов Я. Мичмана на войне. — Прага, 1930. — 238 с.

## Награды
- Орден Святой Анны 3-й степени
- Орден Святого Станислава 3-й степени с мечами и бантом
- Мечи и бант к ордену Святой Анны 3-й степени
- Орден Святого Станислава 2-й степени с мечами и бантом
- Орден Святого Владимира 4-й степени с мечами и бантом